# Jeppe Okkels
Jeppe Møldrup Okkels (Silkeborg, 27 juli 1999) is een Deens voetballer die doorgaans als aanvaller (vleugelspeler) speelt en bij FC Utrecht onder contract staat.

## Clubcarrière

### Silkeborg IF
Okkels begon op zijn derde à vierde met voetballen en maakte in 2011 op twaalfjarige leeftijd de overstap van ØBG Silkeborg naar Silkeborg IF. Daar tekende hij in de zomer van 2014 zijn eerste contract. Zo'n twee jaar later maakte hij in mei 2016 zijn debuut in het eerste elftal van Silkeborg IF. Bij verving na 67 minuten Mikkel Vendelbo in de met 5–0 gewonnen wedstrijd tegen Vejle BK. Tussentijds speelde Okkels een week op proef bij het Duitse Bayern München.

### IF Elfsborg
In augustus 2020 vertrok Okkels naar het Zweedse IF Elfsborg. Daar tekende hij een contract tot het einde van 2024. In totaal kwam hij voor IF Elfsborg tot 118 wedstrijden. Hij was daarbij 29 keer trefzeker en verzorgde zestien assists. In het seizoen van jaargang 2023 behaalde de club de tweede plaats in de Allsvenskan, waarbij Okkels werd gezien als een van de sterkhouders van dat seizoen.

### FC Utrecht
Eind januari 2024 tekende Okkels een contract tot aan de zomer van 2027 bij FC Utrecht. Voor de thuiswedstrijd tegen FC Volendam, die daags na de ondertekening volgde, werd benoemd dat Okkels al direct inzetbaar zou zijn. Een debuut liet echter nog op zich wachten tot de volgende speelronde. Zo kwam Okkels zeven minuten voor tijd in het veld in de met 4–0 gewonnen thuiswedstrijd tegen Fortuna Sittard.

## Clubstatistieken
| Seizoen                        | Club            | Competitie      | Competitie | Competitie | Competitie | Beker | Beker | Beker | Internationaal | Internationaal | Internationaal | Overig | Overig | Overig | Totaal | Totaal | Totaal |
| Seizoen                        | Club            | Competitie      | Wed.       | Dlp.       | Ass.       | Wed.  | Dlp.  | Ass.  | Wed.           | Dlp.           | Ass.           | Wed.   | Dlp.   | Ass.   | Wed.   | Dlp.   | Ass.   |
| ------------------------------ | --------------- | --------------- | ---------- | ---------- | ---------- | ----- | ----- | ----- | -------------- | -------------- | -------------- | ------ | ------ | ------ | ------ | ------ | ------ |
| 2015/16                        | Silkeborg IF    | 1. division     | 1          | 0          | 0          | 0     | 0     | 0     | –              | –              | –              | 0      | 0      | 0      | 1      | 0      | 0      |
| 2016/17                        | Silkeborg IF    | Superligaen     | 4          | 0          | 0          | 1     | 0     | 0     | –              | –              | –              | 3      | 0      | 0      | 8      | 0      | 0      |
| 2017/18                        | Silkeborg IF    | Superligaen     | 18         | 0          | 0          | 3     | 1     | 1     | –              | –              | –              | 6      | 1      | 1      | 27     | 2      | 2      |
| 2018/19                        | Silkeborg IF    | 1. division     | 31         | 6          | 3          | 3     | 2     | 0     | –              | –              | –              | 0      | 0      | 0      | 34     | 8      | 3      |
| 2019/20                        | Silkeborg IF    | Superligaen     | 23         | 3          | 5          | 4     | 0     | 2     | –              | –              | –              | 6      | 0      | 0      | 33     | 3      | 7      |
| 2020                           | IF Elfsborg     | Allsvenskan     | 11         | 3          | 1          | 0     | 0     | 0     | –              | –              | –              | 0      | 0      | 0      | 11     | 3      | 1      |
| 2021                           | IF Elfsborg     | Allsvenskan     | 30         | 8          | 1          | 3     | 1     | 0     | 0              | 0              | 0              | 0      | 0      | 0      | 33     | 9      | 1      |
| 2022                           | IF Elfsborg     | Allsvenskan     | 29         | 2          | 6          | 6     | 1     | 1     | 6              | 3              | 1              | 0      | 0      | 0      | 41     | 6      | 8      |
| 2023                           | IF Elfsborg     | Allsvenskan     | 30         | 11         | 6          | 1     | 0     | 0     | 2              | 0              | 0              | 0      | 0      | 0      | 33     | 11     | 6      |
| 2023/24                        | FC Utrecht      | Eredivisie      | 2          | 0          | 0          | 0     | 0     | 0     | –              | –              | –              | 0      | 0      | 0      | 2      | 0      | 0      |
| Carrière totaal                | Carrière totaal | Carrière totaal | 179        | 33         | 22         | 21    | 5     | 4     | 8              | 3              | 1              | 15     | 1      | 1      | 223    | 42     | 28     |
| Bijgewerkt op 18 februari 2024 |                 |                 |            |            |            |       |       |       |                |                |                |        |        |        |        |        |        |

## Interlandcarrière
Okkels kwam uit voor diverse Deense jeugdelftallen.

## Erelijst
| Competitie   |       |         |
| Aantal       | Jaren |         |
| Silkeborg IF |       |         |
| 1. division  | 1     | 2018/19 |